# Wyprawa generała Nobilego

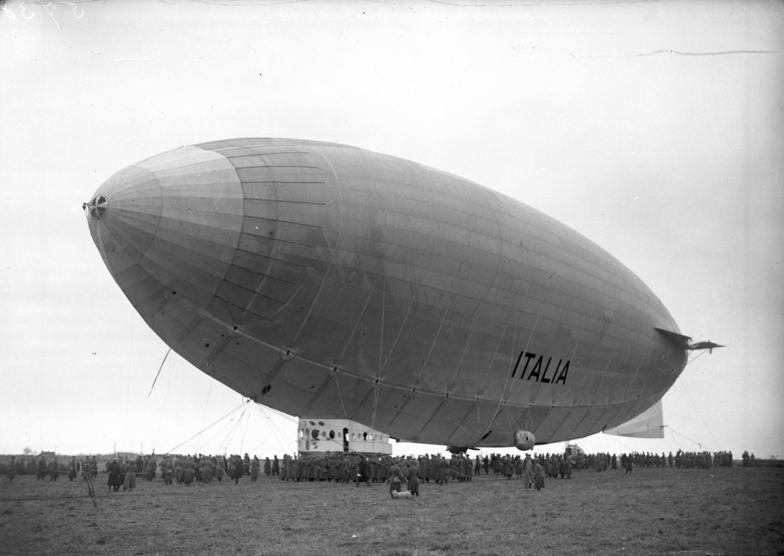

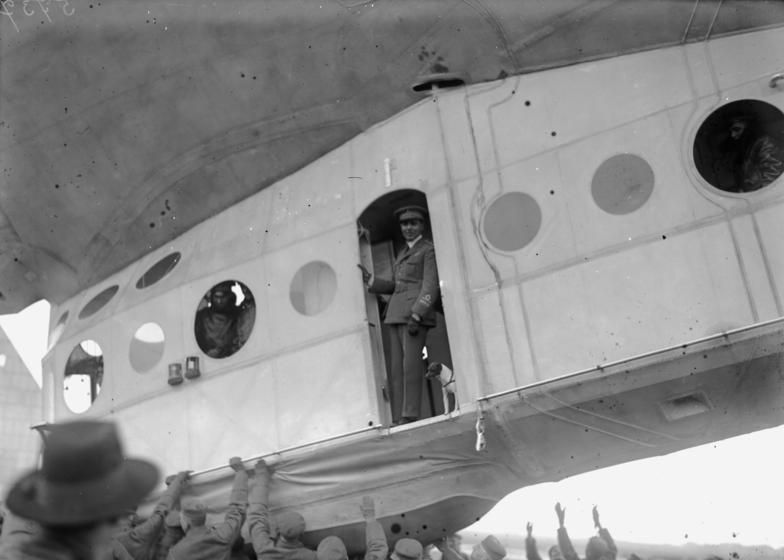

Italia – włoski sterowiec półszkieletowy, którego załoga pod dowództwem gen. Umberto Nobile zdobyła w maju 1928 biegun północny. 
Była to druga ekspedycja polarna z udziałem gen. Nobile po udanej wyprawie sterowcem Norge w 1926 pod kierownictwem Roalda Amundsena. 
Podczas lotu na biegun „Italia” znalazła się nad Sudetami w warstwie gęstych chmur burzowych, uniemożliwiających nawigację. Istotną pomoc załodze okazali lektorzy Radia Katowice: przerwano audycję radiową, nadając komunikaty po francusku, niemiecku i włosku, i zamieniając stację radiową w improwizowaną radiolatarnię. Dzięki temu sterowiec wydostał się z warstwy chmur i bezpiecznie mógł kontynuować lot. Jego widok nad Katowicami w kwietniowe popołudnie wywołał sensację wśród mieszkańców miasta. 24 kwietnia sterowiec przybył do bazy w niemieckim wówczas Słupsku (stamtąd pochodzą obydwa zamieszczone zdjęcia), skąd 3 maja wystartował do lotu nad biegun osiągnięty 24 maja 1928.
Dzień później, podczas powrotu, przeciążona oblodzeniem maszyna opadła na lód i zderzyła się z krą lodową tylnym silnikiem, który oderwał się, a obsługujący go mechanik Vincenzo Pomella zginął. Odciążony tył sterowca uniósł się, a w lód uderzyła gondola sterownicza, przez co uległa ona roztrzaskaniu, a na lodzie pozostało dziewięciu ludzi. Znacznie odciążony sterowiec ponownie wzniósł się w powietrze, unosząc sześciu członków załogi znajdujących się w tylnej części aerostatu. Kierownik zespołu mechaników Ettore Arduino, mechanicy prawego silnika Calisto Cioccia i lewego – Attilio Caratti, sternik/takielarz Renato Alessandrini oraz śpiący w tylnej części kadłuba prof. Aldo Pontremoli i dziennikarz Ugo Lago pozostali na pokładzie i zaginęli, ponieważ „Italii” nigdy nie odnaleziono. 
Przebywające w oderwanej gondoli osoby pozostały na lodzie. Rozbitkowie mieli do dyspozycji namiot (po zabarwieniu go stał się znany jako "Czerwony Namiot"), radio i pewien zapas żywności. 31 maja trzej podróżnicy: Szwed dr Finn Malmgren, zastępca dowódcy „Italii” kpt. Adalberto Mariano i drugi oficer kpt. Filippo Zappi odeszli z kry z zapasem żywności (rozbitkowie mieli zapas znaleziony po katastrofie, a nadto Malmgren zdołał zastrzelić niedźwiedzia polarnego). Zamierzali po lodzie dotrzeć pieszo do lądu i sprowadzić pomoc. Tymczasem pozostałym rozbitkom udało się 3 czerwca nawiązać łączność radiową, dzięki czemu zostali odnalezieni przez lotników, którzy zrzucali im zaopatrzenie na krę. 
23 czerwca szwedzki pilot Einar Lundborg wylądował na lodzie obok „Czerwonego Namiotu” i w drodze powrotnej zabrał ze sobą generała Umberto Nobilego, który w katastrofie złamał nogę i nie mógł się poruszać. Generał domagał się, by w pierwszej kolejności zabrano głównego technika Natale Cecioniego, (który także był ranny, ze złamaną nogą), ale Lundborg przyleciał z obserwatorem i nie mógł zabrać wysokiego, tęgiego Cecioniego z uwagi na przeciążenie samolotu, mógł natomiast mógł zabrać gen. Nobilego, który był drobnej budowy. Później był on szeroko krytykowany jako dowódca za opuszczenie „Czerwonego Namiotu”, choć jako ranny i unieruchomiony stanowił poważne obciążenie dla pozostałych rozbitków.
Tego samego dnia Lundborg powrócił (już bez obserwatora) dla zabrania Cecioniego, lecz podczas lądowania jego samolot przewrócił się i pilot sam dołączył do rozbitków. Zabrał go z kry 6 lipca inny szwedzki pilot Birger Schyberg, później jednak szwedzcy lotnicy nie próbowali już lądować.
Tymczasem w trakcie prowadzonych poszukiwań zaginął 18 czerwca norweski polarnik Roald Amundsen oraz pięcioosobowa francuska załoga wodnosamolotu, z którą wyruszył na poszukiwania.
12 lipca radziecki lodołamacz „Krasin” odnalazł na lodzie Adalberto Mariano i Filippo Zappiego. Mariano był w bardzo złym stanie, skrajnie wygłodzony i lekko ubrany, a w wyniku odmrożenia i gangreny stracił nogę. Zappi był natomiast w dużo lepszym stanie fizycznym, dużo lepiej ubrany. Nie było z nimi Finna Malmgrena. Z relacji Zappiego (Mariano nie mógł z uwagi na stan zdrowia nic opowiadać) wynikało, że 15 czerwca lub dzień później Malmgren z powodu odmrożeń zażądał, aby pozostawili go na lodzie i poszli dalej bez niego. Malmgrena nigdy nie znaleziono. Relacja Zappiego wzbudziła wiele wątpliwości, zarówno z uwagi na różnicę między stanem zdrowia jego i kolegi, jak i z innych względów (według oceny lekarza nie jedli oni najwyżej przez dwa-trzy dni, a Zappi twierdził, że dużo dłużej, nadto Malmgren miał przy sobie listy innego rozbitka przeznaczone dla jego rodziny i nikomu ich nie oddał). Sprawa nigdy nie została do końca wyjaśniona, gdyż kapitan Mariano również w przyszłości nie chciał o wydarzeniach opowiadać. Pozostały podejrzenia, że Malmgren padł ofiarą kanibalizmu.
17 lipca „Krasin” dotarł do „Czerwonego Namiotu” i uratował ostatnich pięciu rozbitków, którymi byli Natale Cecioni, porucznik Alfredo Viglieri, nawigator sterowca inżynier lotniczy Felice Trojani, radiooperator Giuseppe Biagi i gość wyprawy, czeski fizyk dr František Běhounek. Łącznie w akcji ratunkowej zginęło dziewięciu ludzi – w katastrofie zaś zginęło ośmiu i ośmiu uratowano.
W Polsce ukazały się dwie relacje o katastrofie: Czerwony namiot Umberto Nobilego i Rozbitkowie na morzu polarnym Františka Běhounka oraz opowiadająca o tragicznej wyprawie książka Na ratunek autorstwa Stefanii Sempołowskiej. Katastrofę „Italii” i uratowanie rozbitków przez radzieckich polarników pokrótce opisali również Alina i Czesław Centkiewiczowie w propagandowej książce Zdobywcy bieguna północnego (1950). 